# Plectranthus scandens
Plectranthus scandens là một loài thực vật có hoa trong họ Hoa môi. Loài này được (Gürke) R.H.Willemse miêu tả khoa học đầu tiên năm 1979.